# Hypsipetes siquijorensis
Hypsipetes siquijorensis é uma espécie de ave da família Pycnonotidae.
É endémica das Filipinas.
Os seus habitats naturais são: florestas subtropicais ou tropicais húmidas de baixa altitude e matagal húmido tropical ou subtropical.
Está ameaçada por perda de habitat.